# Pałace i zespoły parkowe w Poczdamie i Berlinie
Pałace i zespoły parkowe w Poczdamie i Berlinie – rezydencje, ogrody i parki w Poczdamie i Berlinie, wpisane w latach 90. XX w. na listę światowego dziedzictwa UNESCO. Zajmują ponad 500 ha pomiędzy Sanssouci w Poczdamie a Pawią Wyspą (niem. Pfaueninsel) w Berlinie. Obejmują 150 budowli wzniesionych na zlecenie władców Prus i Brandenburgii pomiędzy 1730 a 1916 r.
Pielęgnacją i restauracją historycznych budowli, parków i zbiorów dzieł sztuki troszczy się Fundacja Pruskie Pałace i Ogrody Berlin-Brandenburgia (niem. Stiftung Preußische Schlösser und Gärten Berlin-Brandenburg).

## Pałace i zespoły parkowe w Poczdamie

### Kompleks Sanssouci
Kompleks Sanssouci (fr. bez zmartwień) (ok. 290 ha) leży w północno-zachodniej części Poczdamu. Został założony w poł. XVIII w. przez króla Prus, Fryderyka II Wielkiego. Fryderyk przebudował wzniesiony tu w 1669 r. barokowy pałac. Projekt powierzył Georgowi Wenzeslausowi von Knobelsdorffowi, który nadał rezydencji nowy styl rokoko. W poł. XIX w. pałac został przebudowany przez Fryderyka Wilhelma IV w stylu klasycystycznym. Park, z niemodnego wówczas już ogrodu barokowego, przekształcono w park krajobrazowy.
Główne obiekty na terenie zespołu Sanssouci:
| Pałac Sanssouci (1745–1747)                                         | Nowy Pałac (1763–1769)                                                                  |  |
| Pałac Charlottenhof (1826–1829)                                     | Nowa Oranżeria (1851–1864)                                                              |  |
| Pałac Neue Kammern (1771–1775)                                      | Galeria Malarstwa (niem. Bildergalerie) (1755–1764)                                     |  |
| Pawilon chiński (niem. Chinesisches Teehaus) (1755–1764)            | Kościół Pokoju (niem. Friedenskirche) (1845–1848)                                       |  |
| Antikentempel (1768–1769)                                           | Świątynia Przyjaźni (niem. Freundschaftstempel) (1768–1770)                             |  |
| Łaźnie rzymskie (niem. Römische Bäder) (1829–1840)                  | Belweder na wzgórzu Klausberg (1770–1772)                                               |  |
| Pawilon Smoków (niem. Drachenhaus) na wzgórzu Klausberg (1770–1772) | Historyczny wiatrak (1736–1739, odbudowany po zniszczeniach wojennych w 1983–1990–1993) |  |
| Grota Neptuna (1751)                                                | Zielona Brama (niem. Grünes Gitter)                                                     |  |
| Kompleks ruin na wzniesieniu Ruinenberg                             | Forteca (1893)                                                                          |  |
| Bażantarnia                                                         |                                                                                         |  |

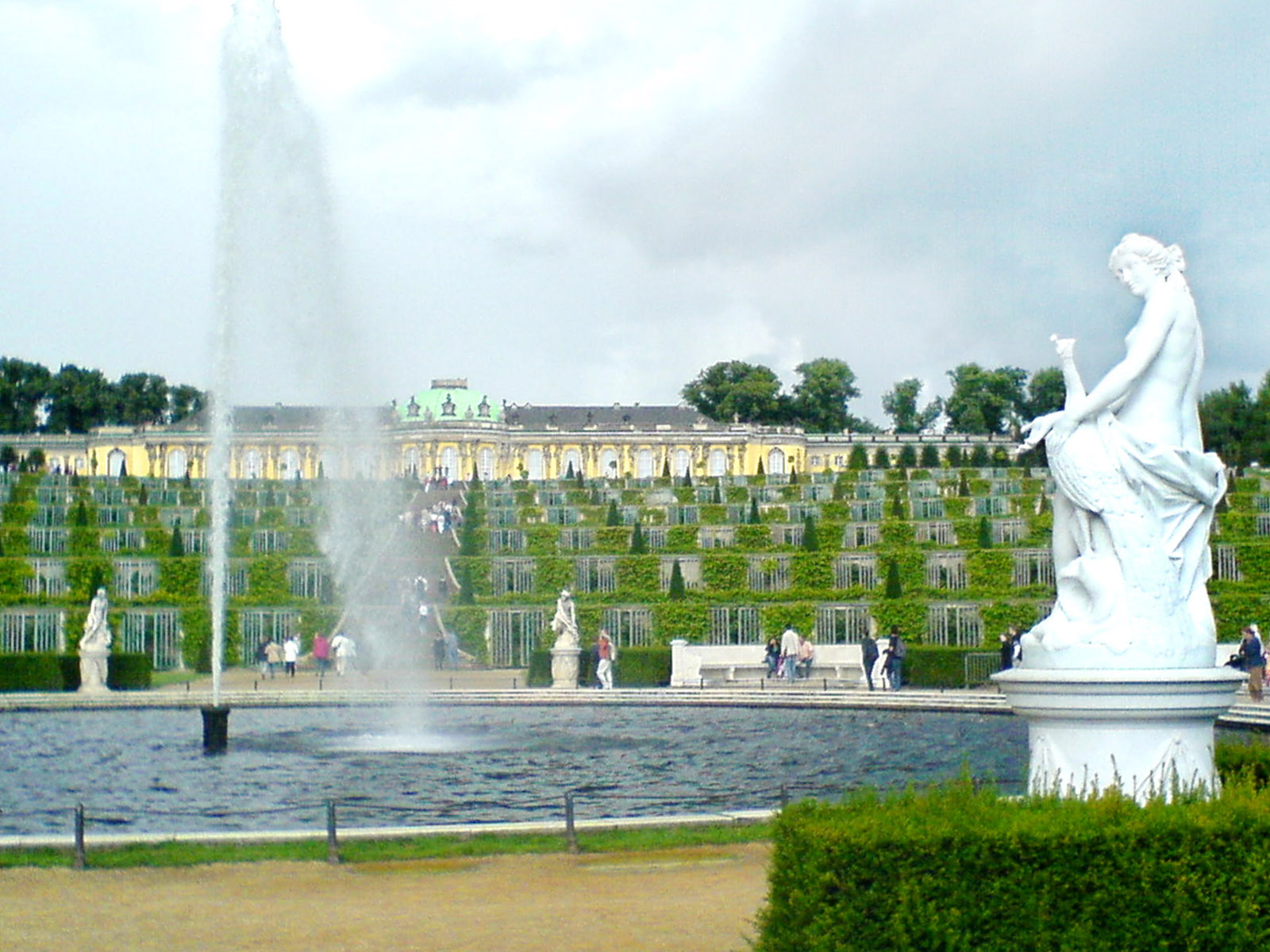
Pałac Sanssouci
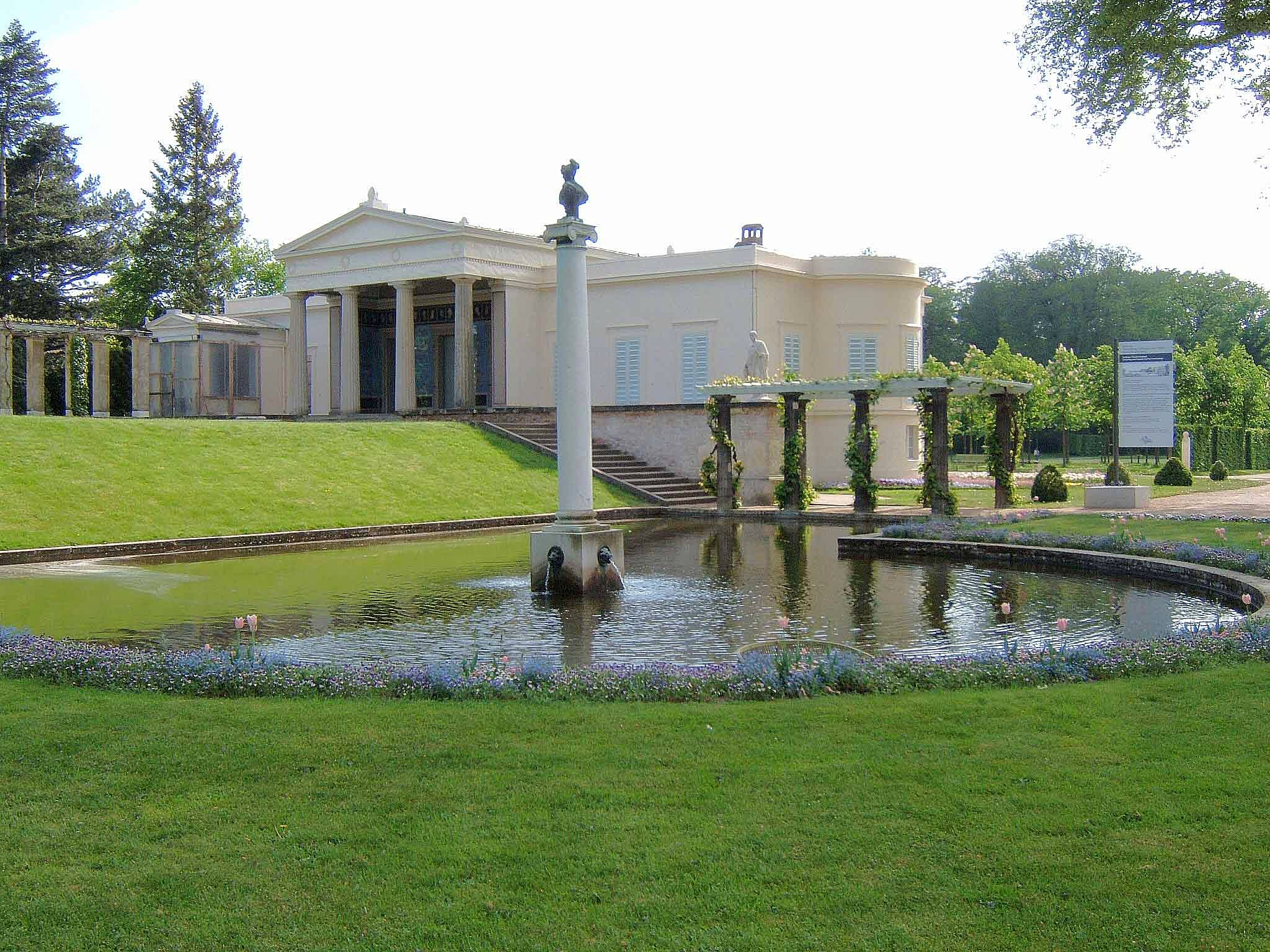
Pałac Charlottenhof
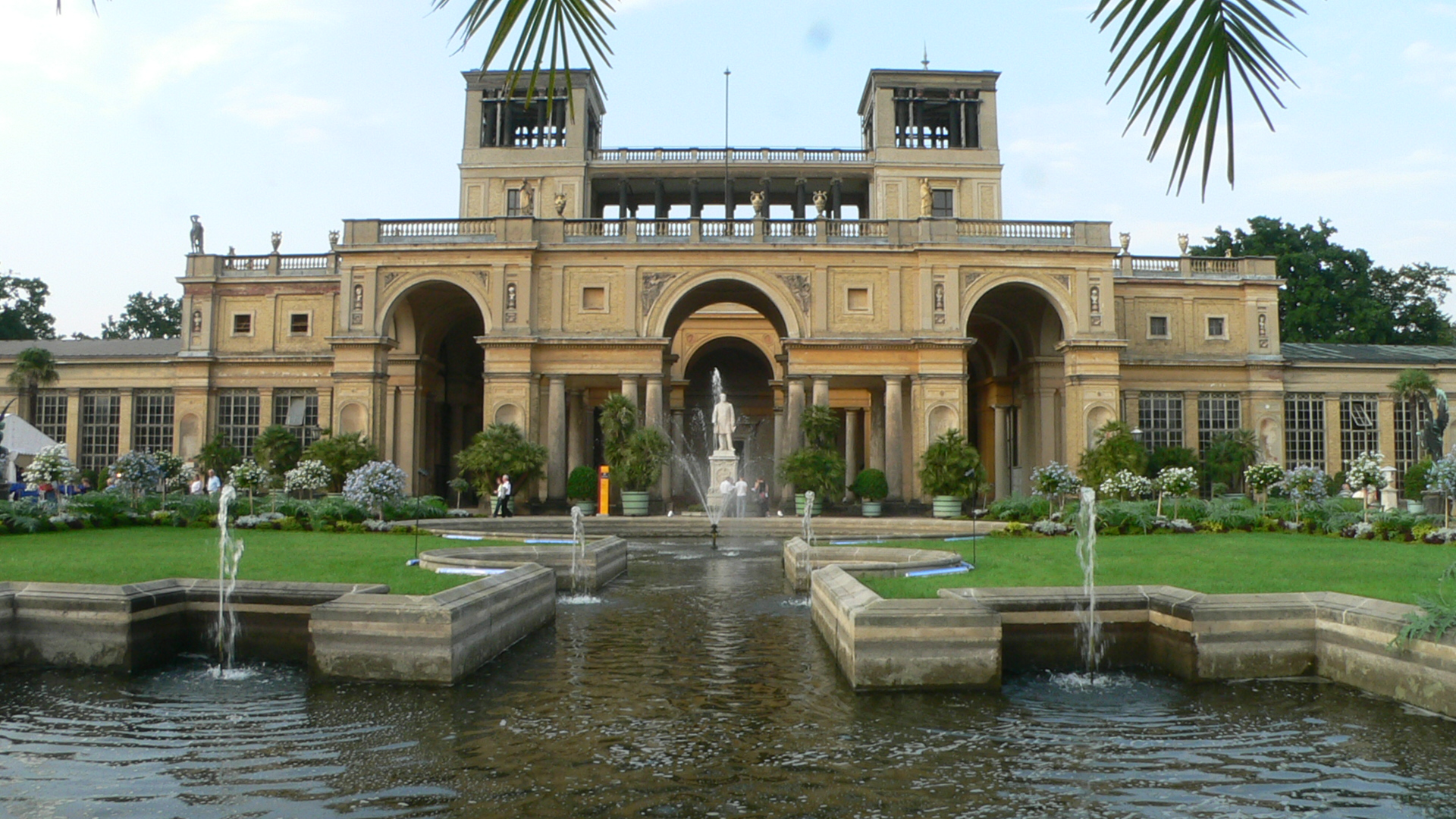
Nowa Oranżeria
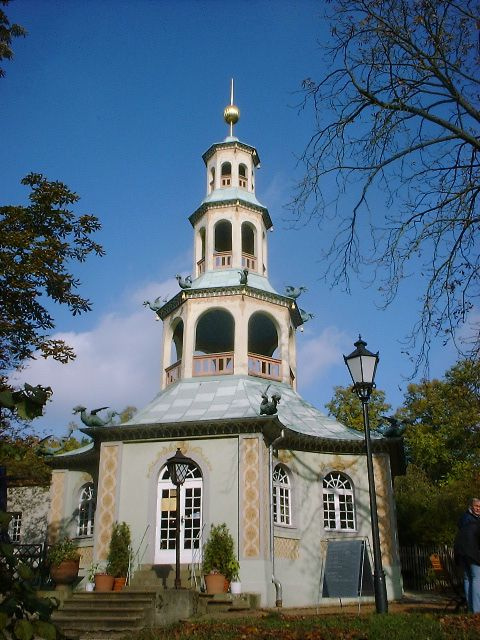
Pawilon Smoków

### Kompleks Babelsberg
Zespół zamkowo-parkowy w dzielnicy Babelsberg (ok. 114 ha) leży nad Tiefer See na Haweli. Kompleks został założony na początku XIX w. przez przyszłego cesarza Wilhelma I. Zamek – letnią rezydencję dla pary cesarskiej – zbudowano w 1833 na podstawie planów Karla Friedricha Schinkela. Rezydencja była dwukrotnie przebudowywana, przez Ludwiga Persiusa (1841) oraz Johanna Heinricha Stracka (1845). Projekt parku powierzono znanemu architektowi krajobrazu, Peterowi Josephowi Lennému. Po 1843 prace Lennégo kontynuował książę Hermann von Pückler-Muskau.
Główne obiekty na terenie zespołu Babelsberg:
| Park Babelsberg (1833)       | Stajnie (1834–1839, 1861)                                 |  |
| Pałac Babelsberg (1835–1849) | Mały Zamek (1841–1842)                                    |  |
| Matrosenhaus (1842)          | Maszynownia parowa (niem. Dampfmaschinenhaus) (1843–1845) |  |
| Wieża Flatowturm (1853–1856) | Altana Gerichtslaube (1871)                               |  |

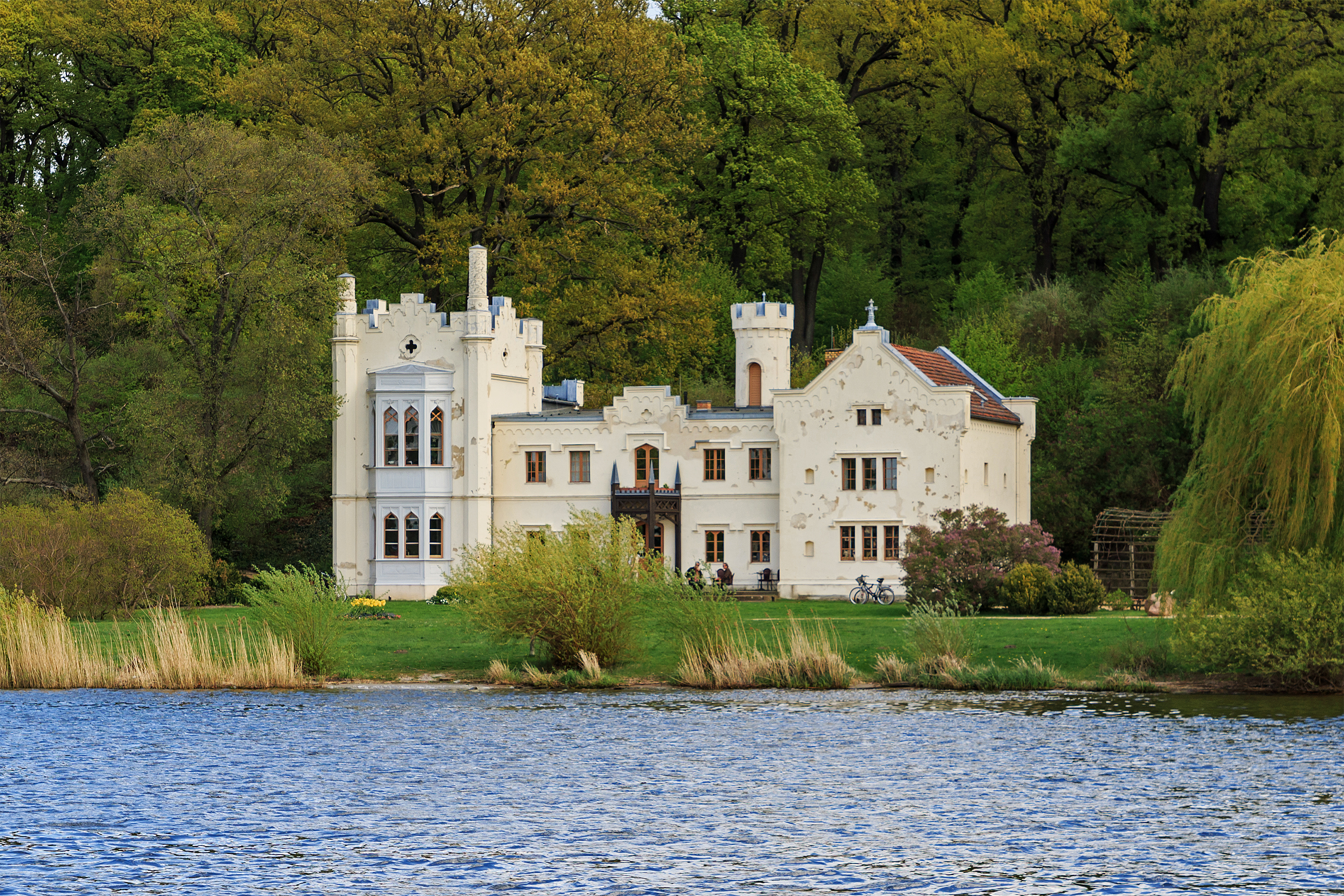
Mały Zamek
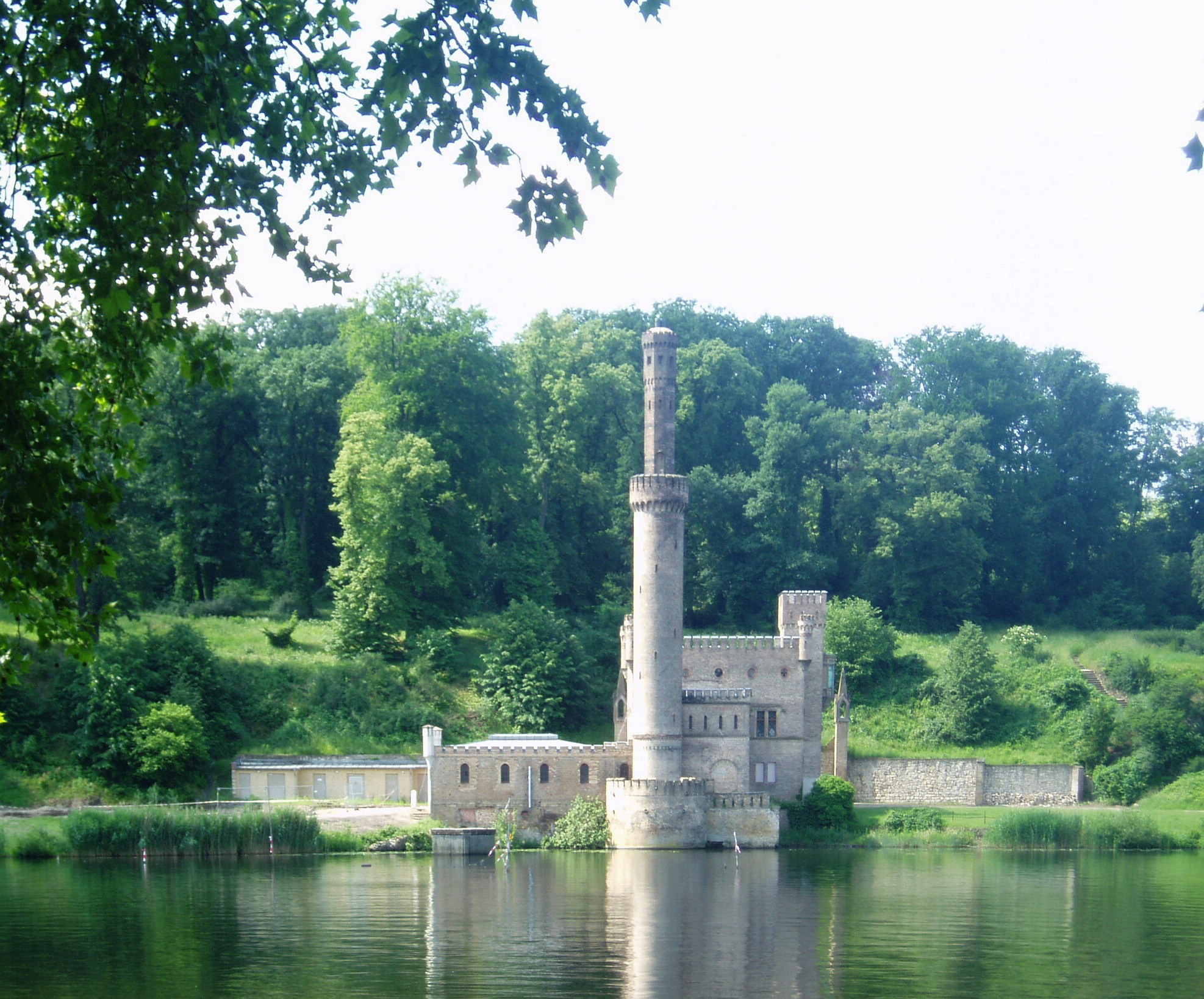
Maszynownia parowa
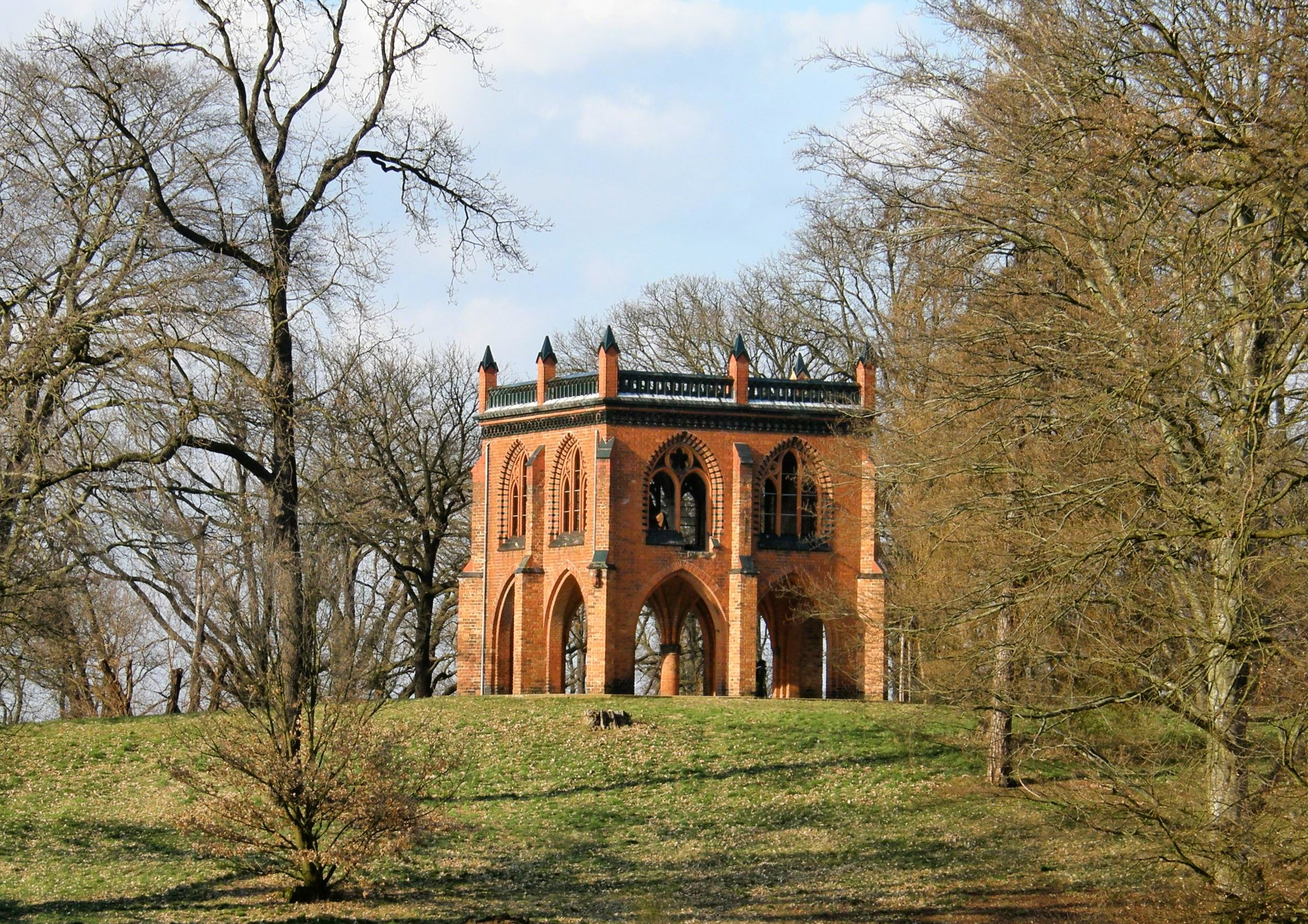
Altana Gerichtslaube
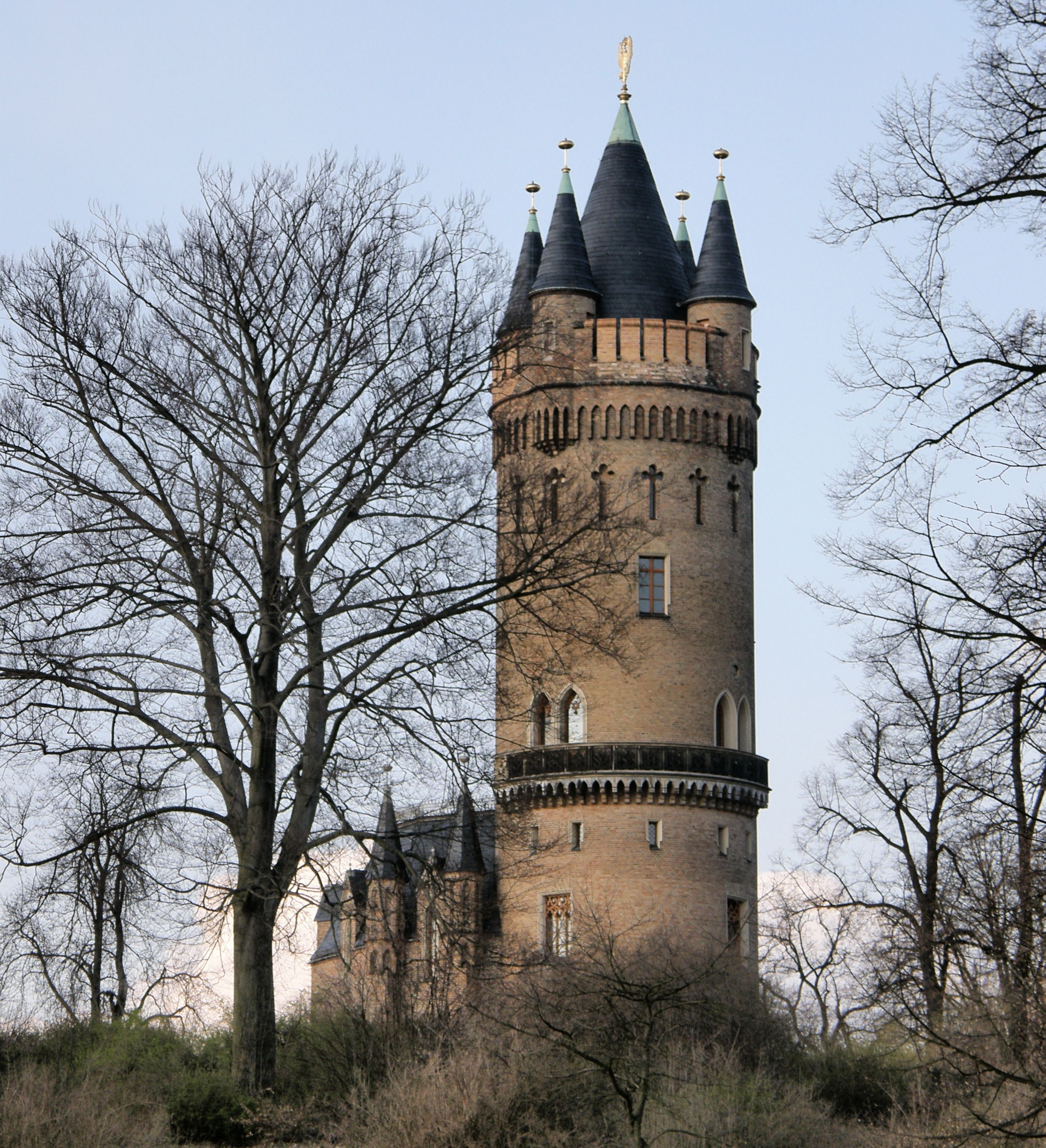
Wieża Flatowturm

### Pałac i park Sacrow
Pałac i park Sacrow wraz z kościołem Zbawiciela (niem. Heilandskirche am Port von Sacrow) leżą w poczdamskiej dzielnicy Sacrow. Kompleks parkowo-pałacowy został rozbudowany w poł. XIX w. przez pruskich architektów Ludwiga Persiusa (pałac i kościół) oraz Petera Josepha Lennégo (park) na zlecenie Fryderyka Wilhelma IV.
Główne obiekty na terenie zespołu Sacrow:
- Pałac Sacrow
- kościół Zbawiciela w Poczdamie-Sacrowie

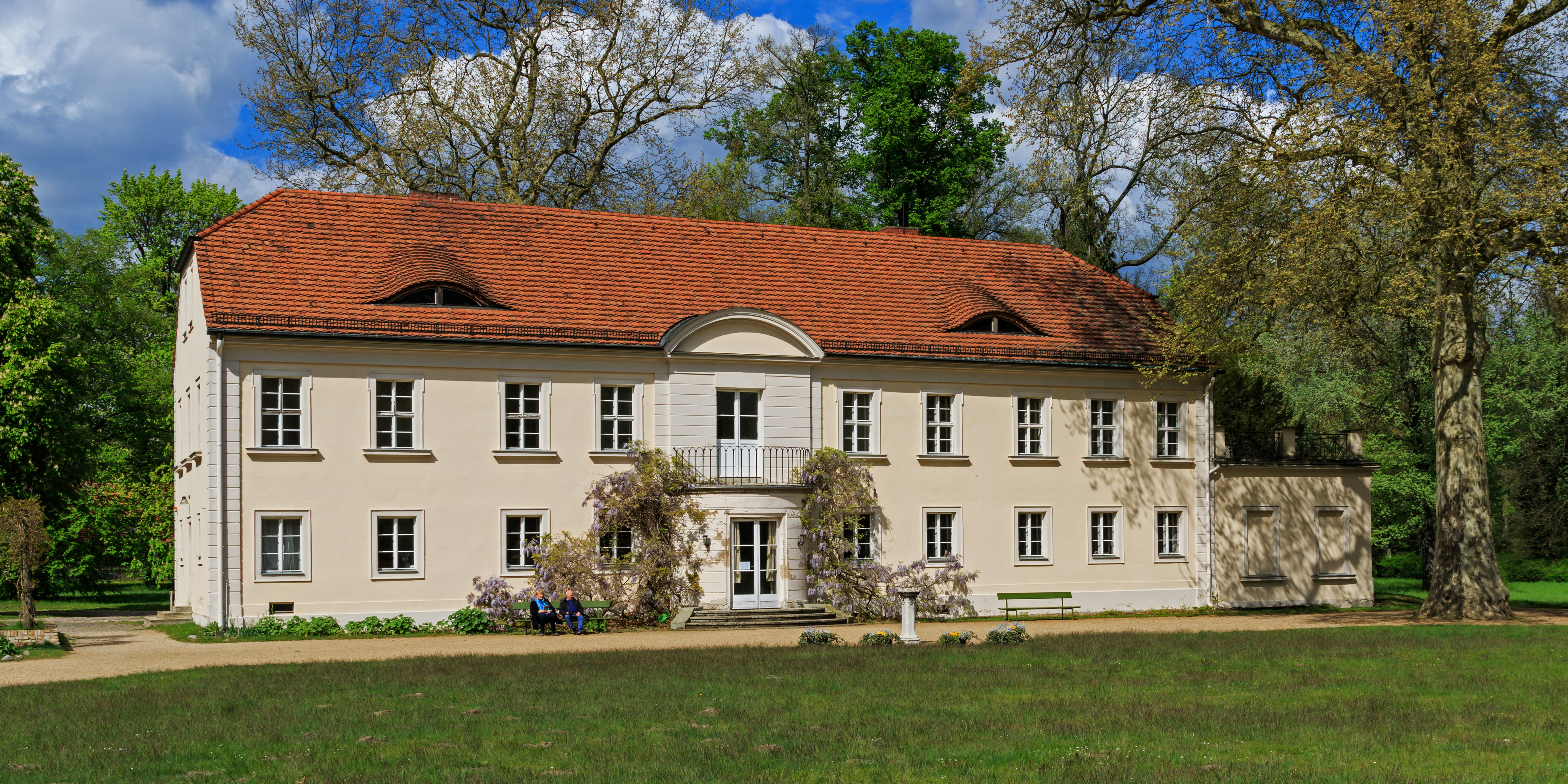
Pałac Sacrow
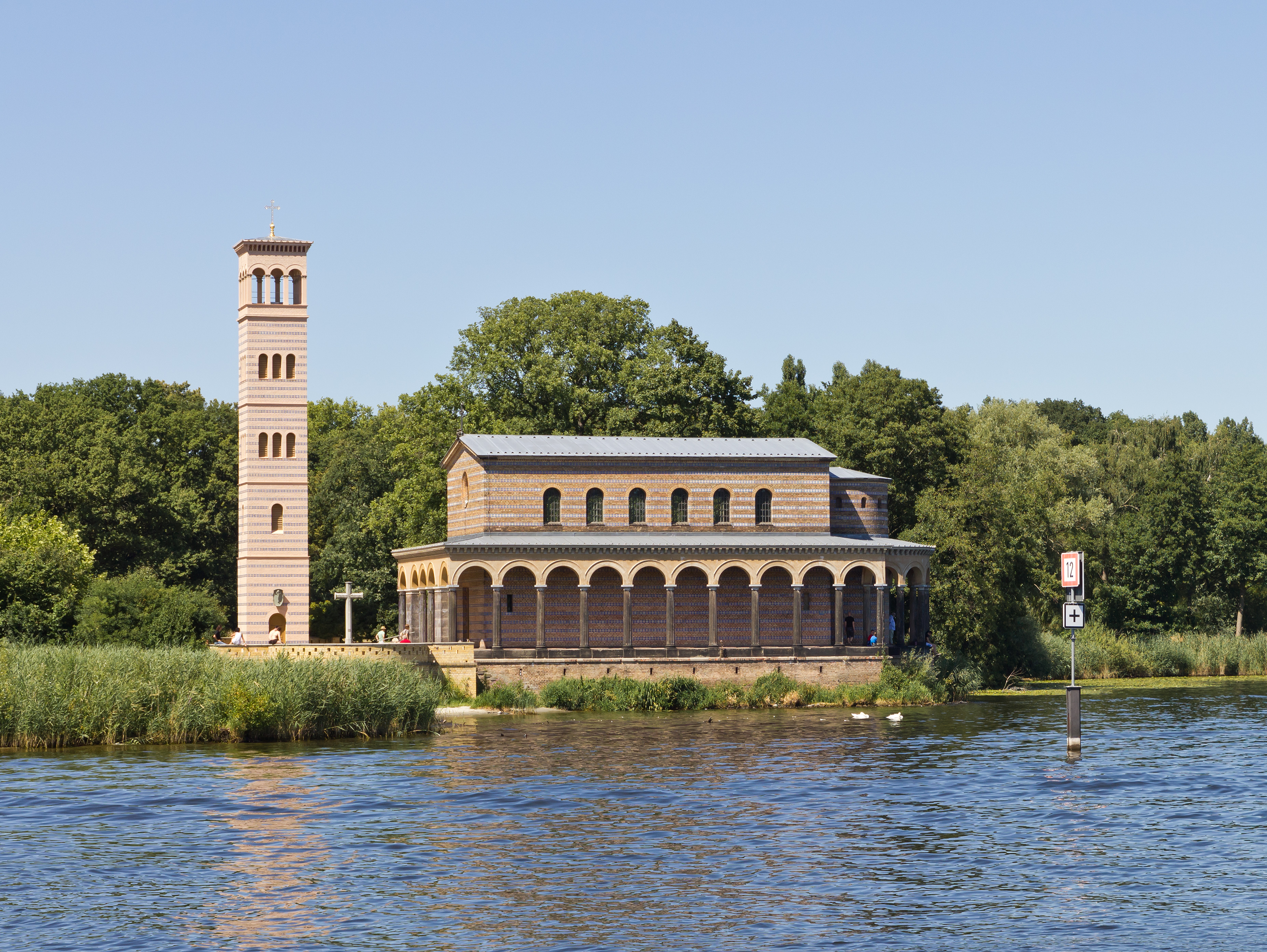
kościół Zbawiciela w Poczdamie-Sacrowie

### Nowy Ogród
Nowy Ogród (102,5 ha) w stylu angielskim leży w północnym Poczdamie pomiędzy Heiliger See a Jungfernsee. Kompleks został założony przez Fryderyka Wilhelma II w 1787. Budowę pałacu powierzono początkowo Karlowi von Gontardowi, a następnie Carlowi Gotthradowi Langhausowi. Projektowaniem parku zajmowali się kolejno Johann August Eyserbeck i Peter Joseph Lenné (po 1815). Na terenie parku znajduje się również pałac Cecilienhof wzorowany na angielskich dworach gotyckich z czasów Tudorów, zbudowany przez Paula Schultze-Naumburga dla następcy tronu Wilhelma Hohenzollerna i jego małżonki Cecylii, księżniczki Meklemburgii i Schwerinu. W dniach od 17 lipca do 2 sierpnia 1945 w Cecilienhof obradowali uczestnicy konferencji poczdamskiej.
Główne obiekty na terenie Nowego Ogrodu:
| Pałac Marmurowy (1787–1792)                                           | Oranżeria (1791–1793)                                               |  |
| Biblioteka gotycka (1792–1794)                                        | Piramida (1791–1792)                                                |  |
| Pałac Cecilienhof (1914–1917)                                         | Grota ogrodowa wykładana muszlami (niem. Muschelgrotte) (1791–1792) |  |
| Browar Meierei (1790–1792)                                            | Kolonia holenderska                                                 |  |
| Kuchnia pałacowa w budynku stylizowanym na ruiny świątyni (1788–1790) | Domy ogrodnicze: Biały Dom, Brązowy Dom, Czerwony Dom, Zielony Dom  |  |

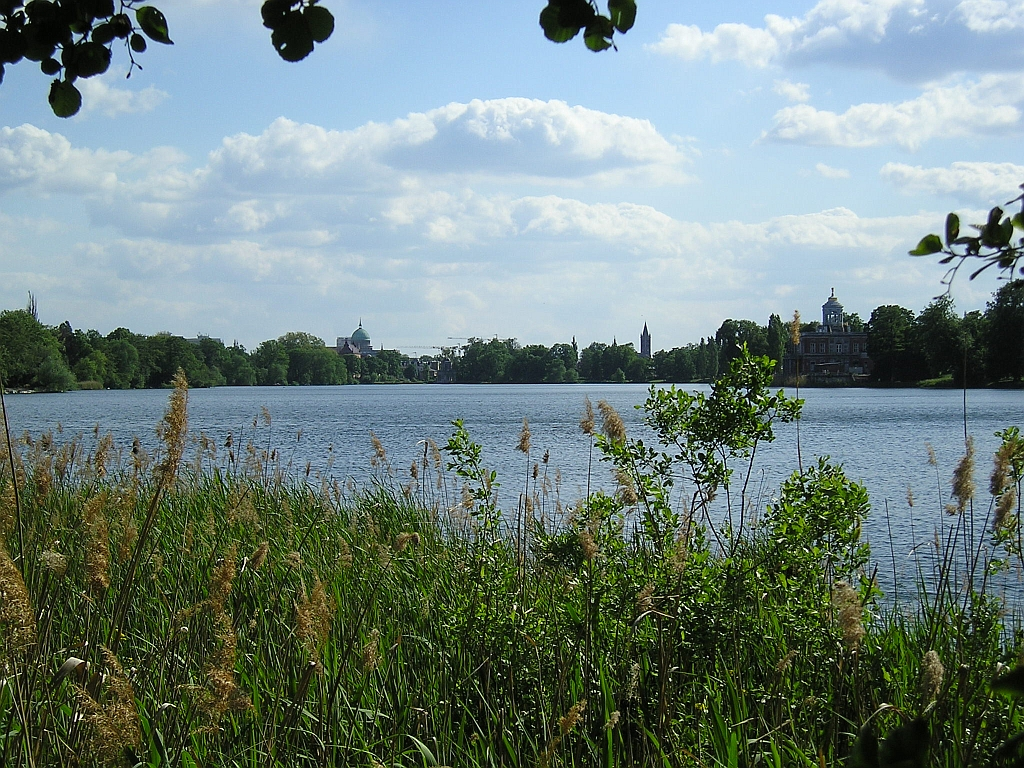
Heiliger See
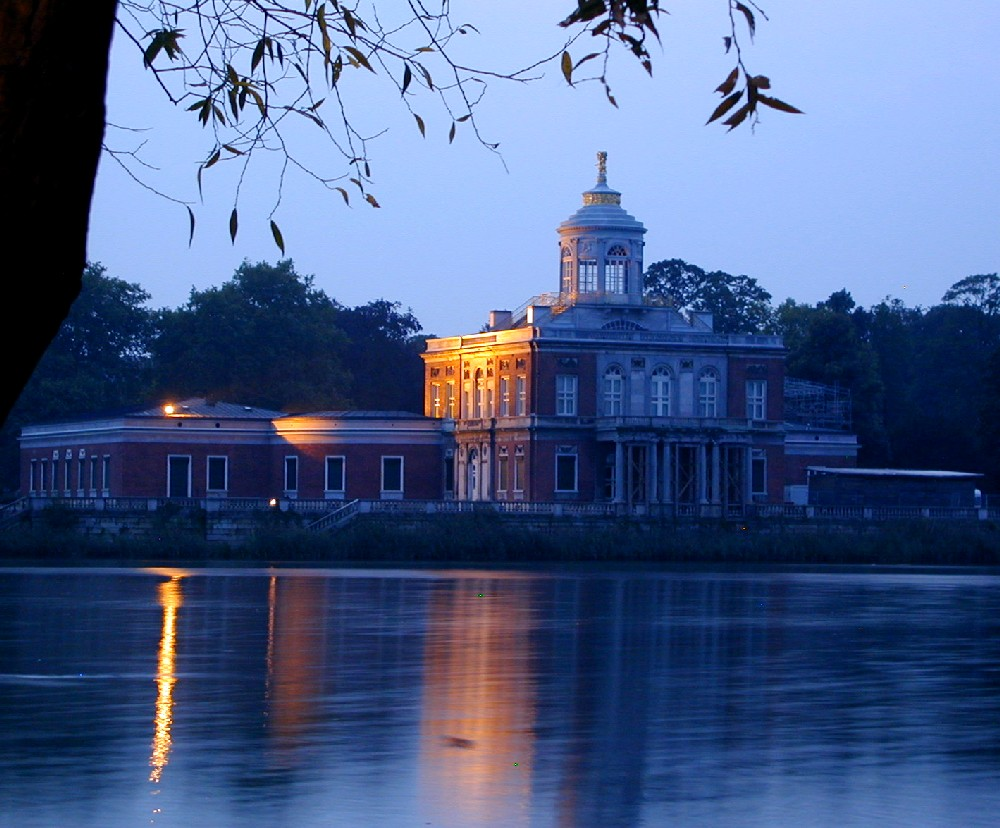
Pałac Marmurowy
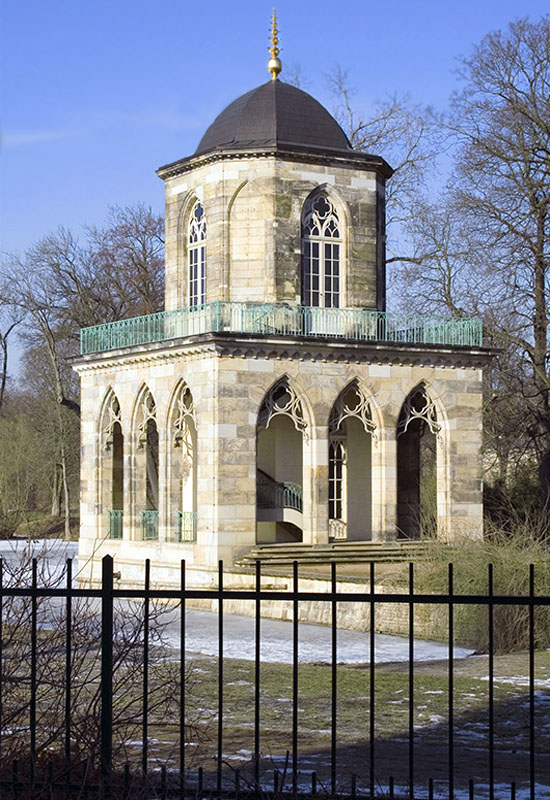
Biblioteka gotycka
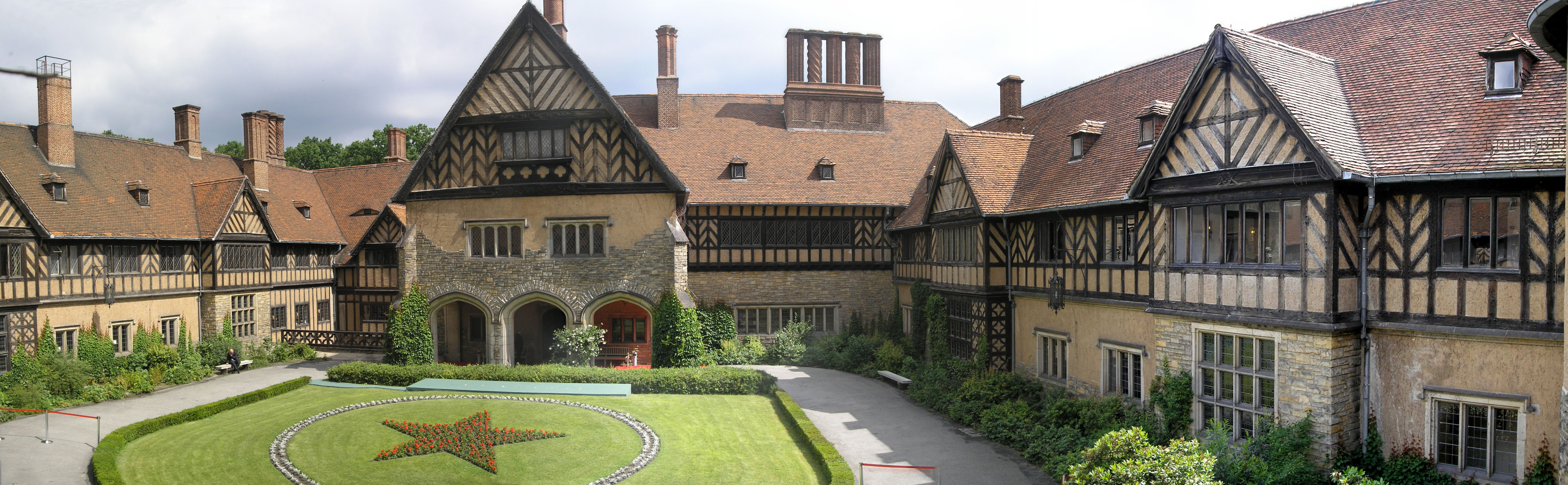
Pałac Cecilienhof

### Inne obiekty na liście UNESCO

#### Obiekty wokół Parku Sanssouci
- Lindenallee
- Dawna szkoła ogrodnicza, Kaiserbahnhof
- Pałac Lindstedt wraz z otaczającym parkiem
- Bornstedt: kościół, cmentarz, teren na północ od Parku Sanssouci, północny odcinek Eichenallee pomiędzy Bornstedt i Katharinenholz
- Seekoppel: teren pomiędzy Jeziorem Bornstedt (niem. Bornstedter See) a wzniesieniem Ruinenberg
- Voltaireweg na odcinku pomiędzy Parkiem Sanssouci a Nowym Ogrodem
- Aleja prowadząca do Parku Sanssouci

#### Obiekty wokół Nowego Ogrodu
- Alexandrowka: kolonia rosyjska Alexandrowka, Kapellenberg
- Pfingstberg: belweder na wzgórzu Pfingstberg, świątynia Pomony, domy i wille dworzan książęcych i królewskich, Willa Henkel, okoliczne parki, tzw. Lasek Mirbacha pomiędzy Pfingsterberg a Nowym Ogrodem
- Tereny wokół Lasku Mirbacha na północy, rozciągające się do brzegu Jeziora Jungfern oraz na południu graniczące z Grosse i Kleine Weinmeisterstrasse.
- Południowy brzeg Jungfernsee
- Ogród dawnej willi Jacobsa oraz tereny nabrzeżne biegnące aż do gospodarstwa mlecznego w Nowym Ogrodzie
- Koenigswald: tereny leśne graniczące z pałacem i parkiem Sacrow, leżące naprzeciwko brzegów Glienicke, Nikolskoe i Pfaueninsel

#### Obiekty wokół kompleksu Babelsberg
- Teren przed wejściem do parku Babelsberg: obszar dawnej łąki Nuthe
- Obserwatorium w Babelsbergu

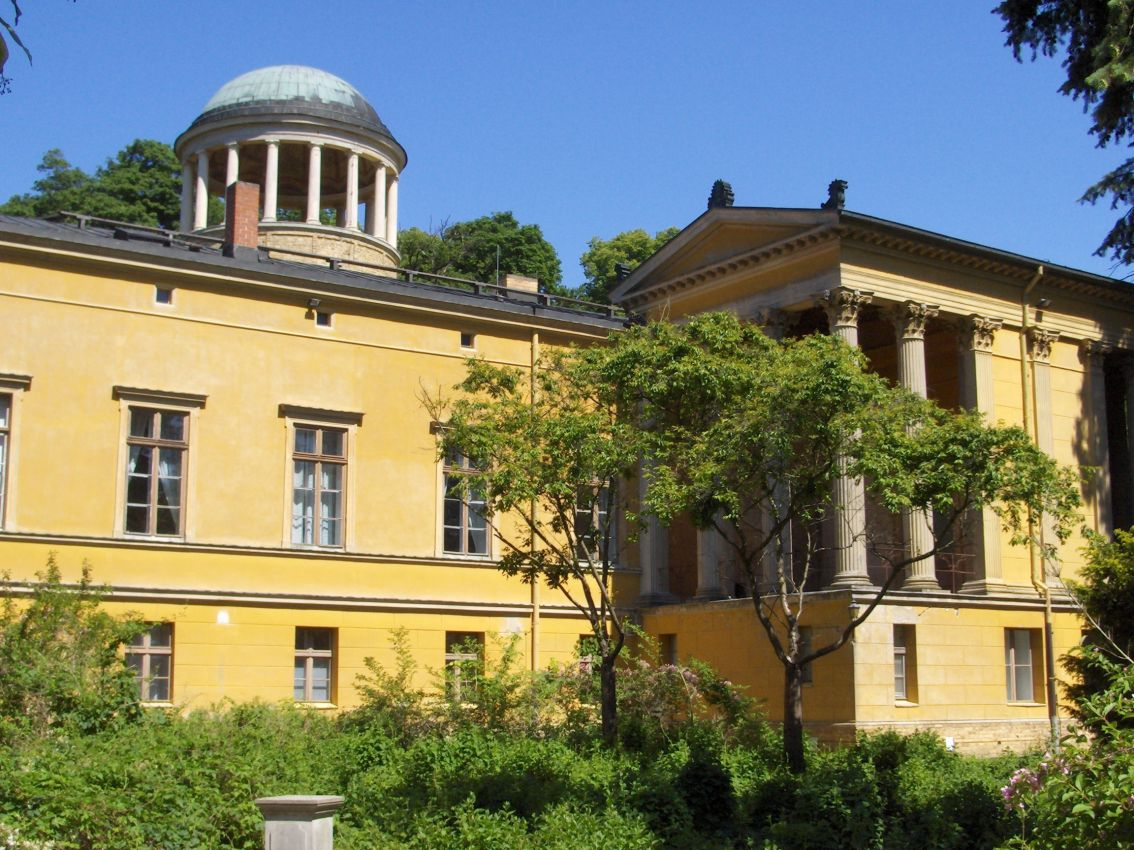
Pałac Lindstedt
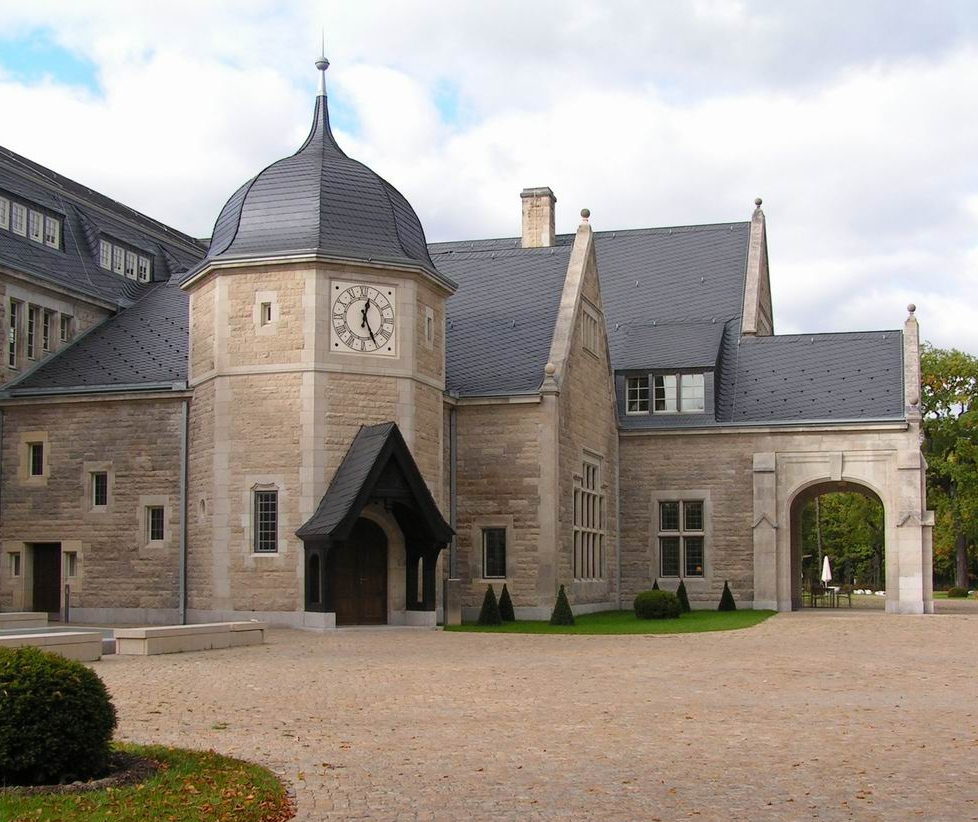
Dworzec kolejowy Kaiserbahnhof
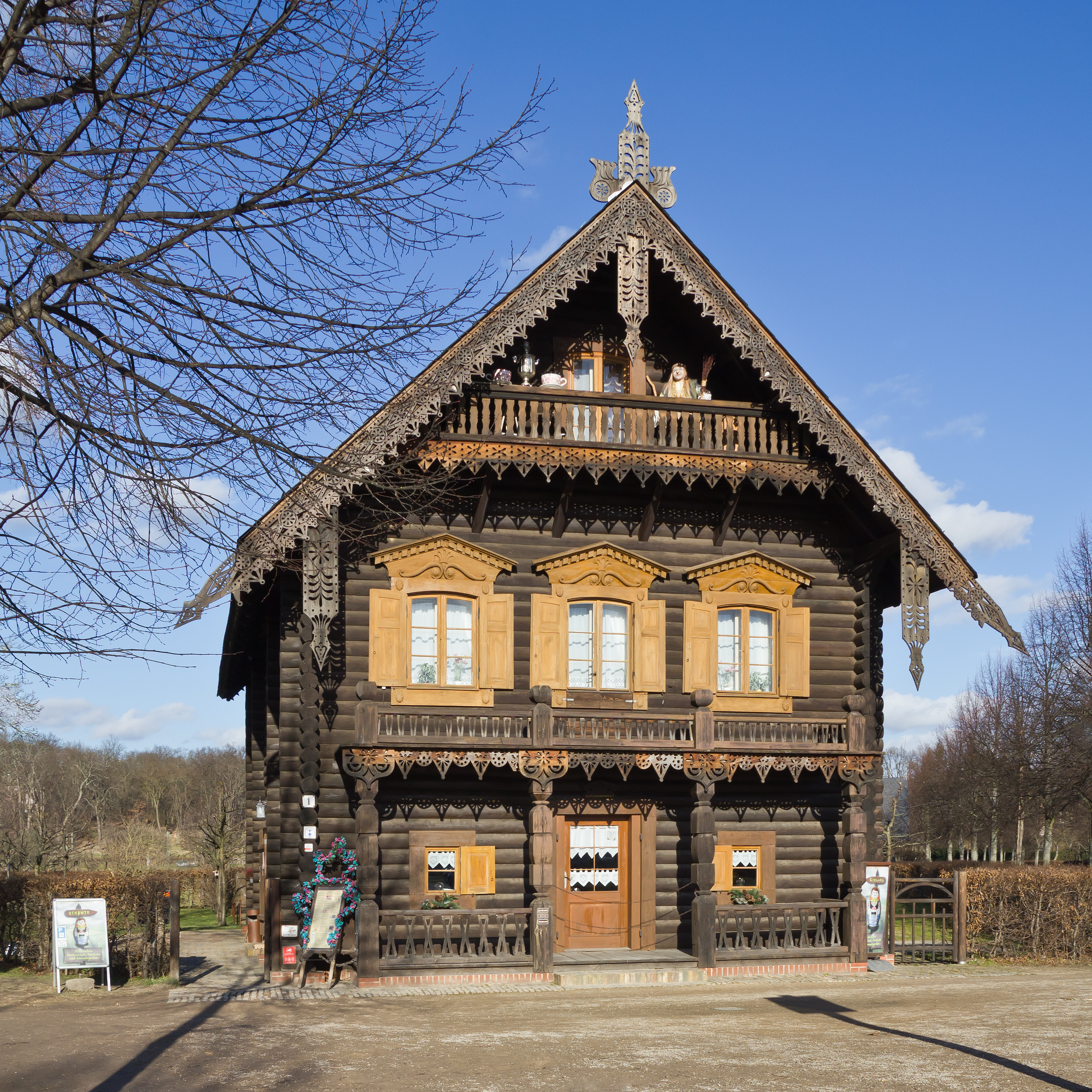
Jeden z domów na Aleksandrowce
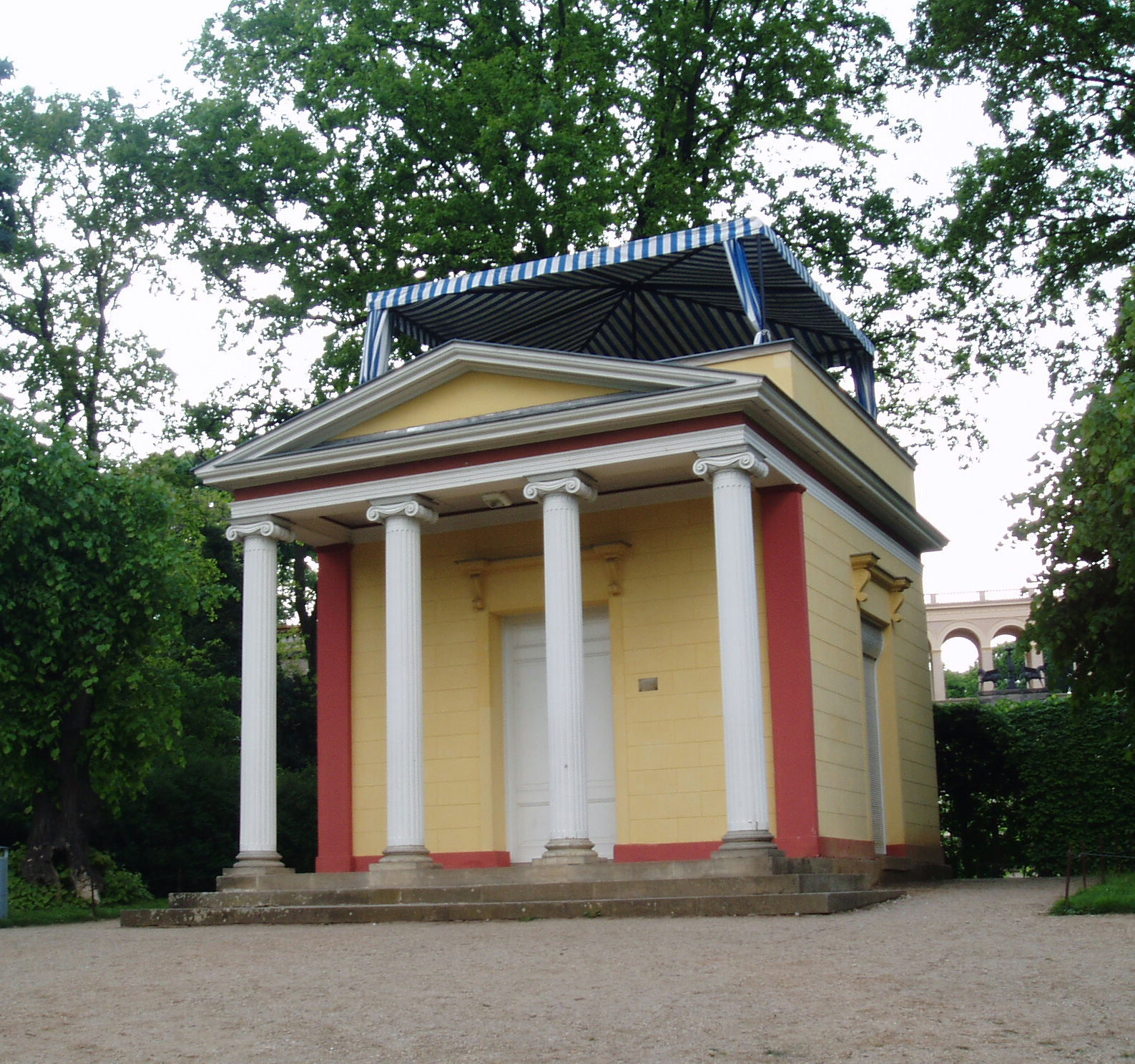
Świątynia Pomony

## Pałace i zespoły parkowe w Berlinie

### Pałac i park Glienicke
Pałac i park Glienicke położony jest w południowo-zachodniej części Berlina, Wannsee, w dzielnicy Steglitz-Zehlendorf. Późno-klasycystyczny pałac zaprojektował Karl Friedrich Schinkel na zlecenie księcia Karola Pruskiego w 1826. Pałacyk myśliwski zbudowano w XVII w. W XIX w. Karol Pruski zlecił jego przebudowę w stylu neogotyckim Ferdinandowi von Arnim. Pałacyk był podarunkiem dla syna Fryderyka Karola.
Główne obiekty na terenie kompleksu Glienicke:

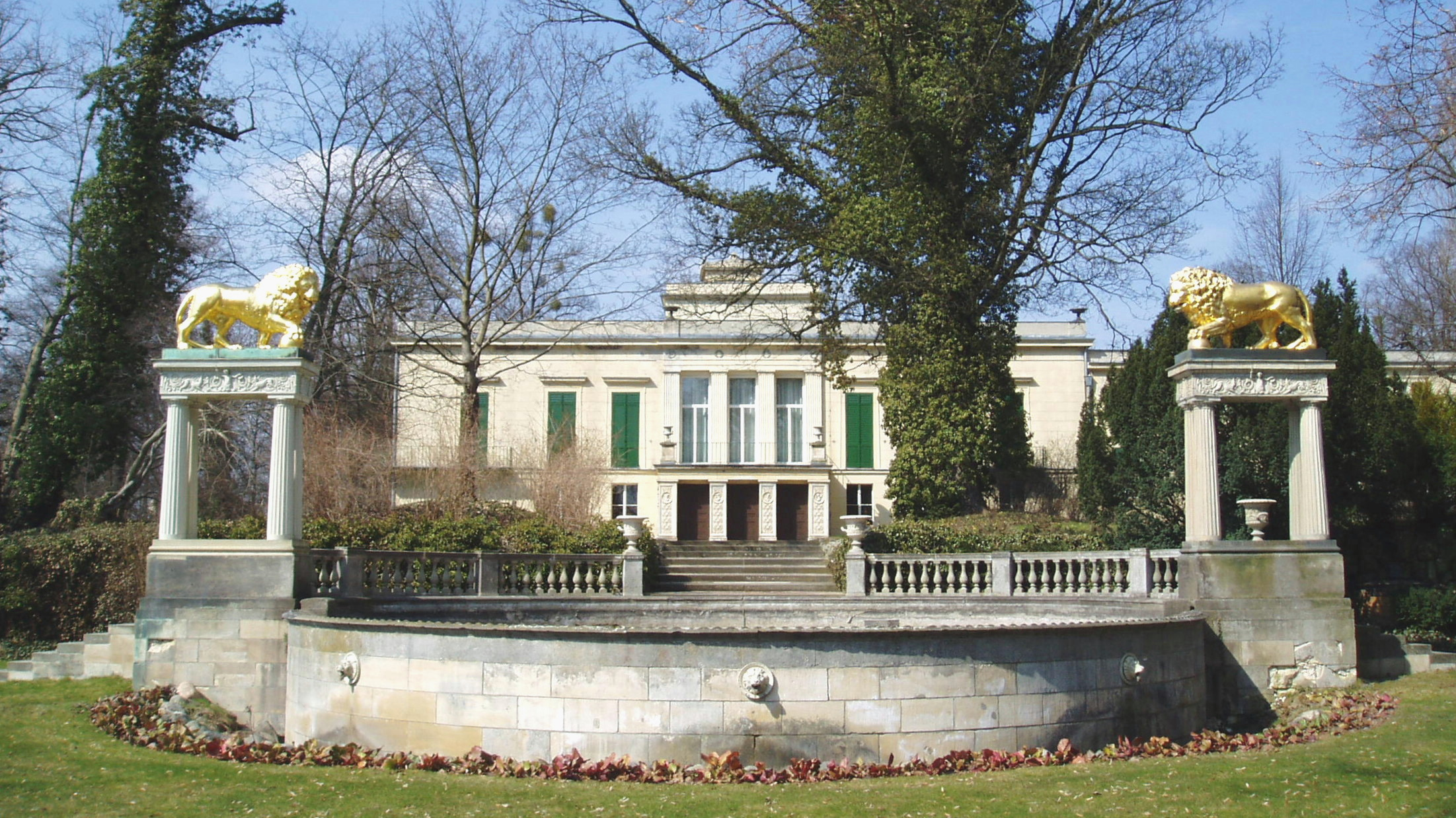
Pałac Glienicke
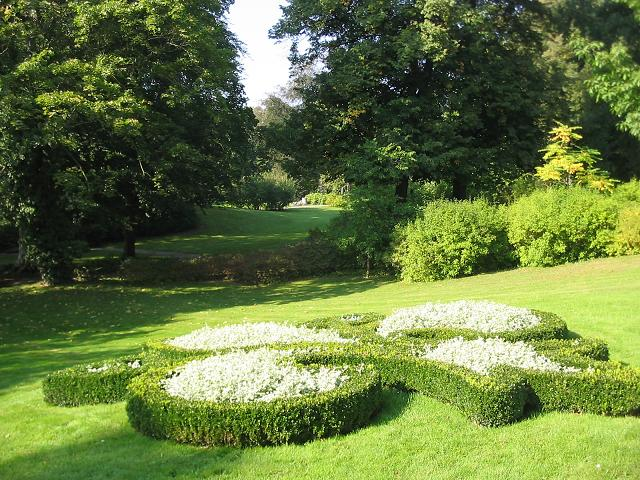
Pałacyk myśliwski Glienicke
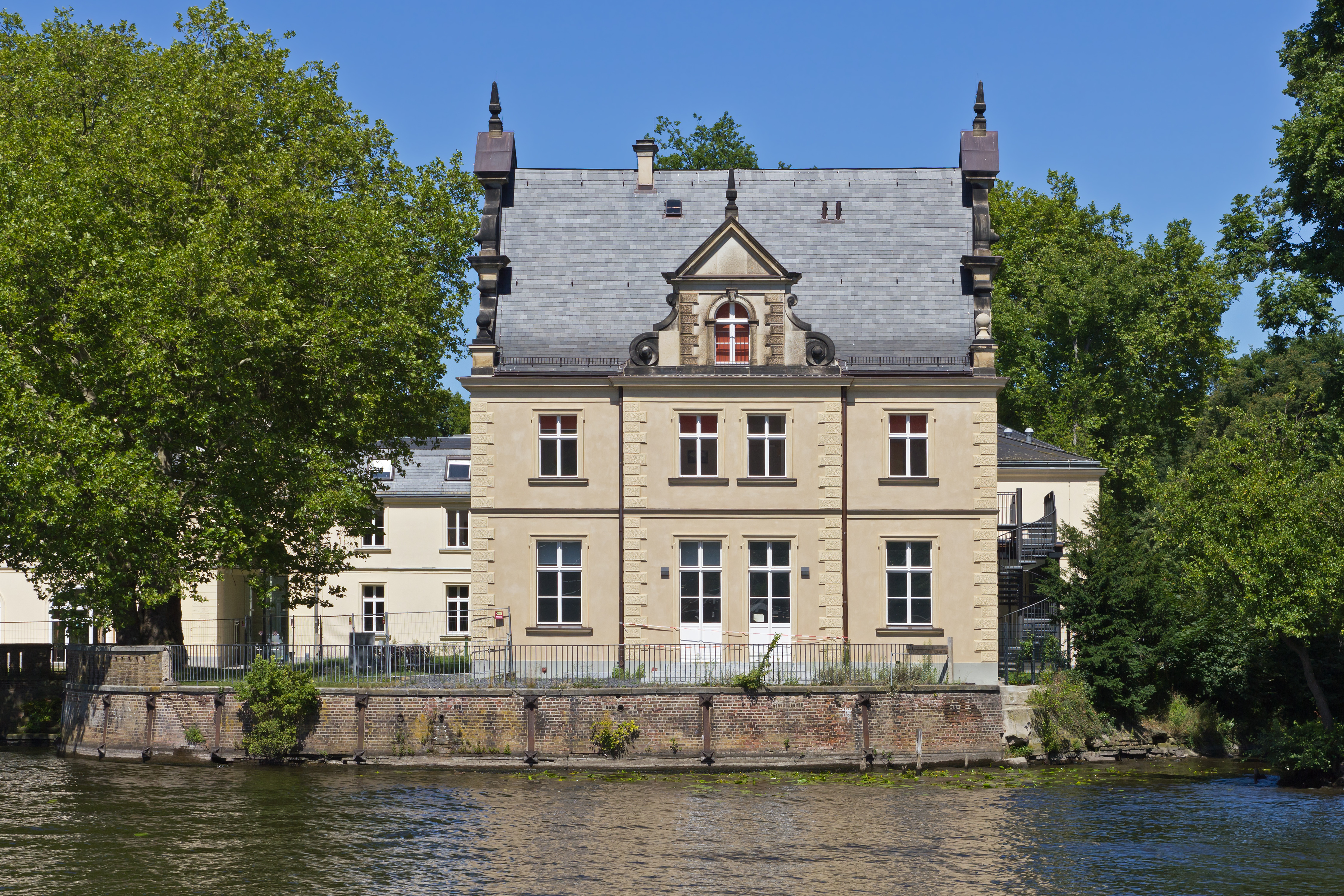
Pałacyk myśliwski
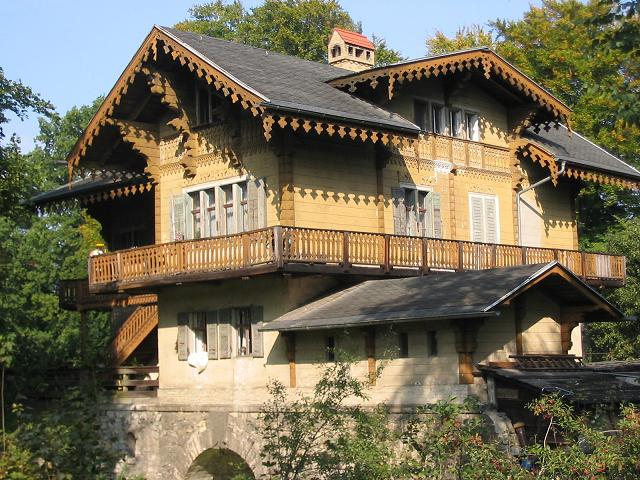
Dom szwajcarski

- Wzniesienie Böttcherberg

- Pałac Glienicke
- Park Glienicke
- Pałacyk myśliwski
- Dom szwajcarski

### Pawia Wyspa
Pawia Wyspa (niem. Pfaueninsel) leży na Haweli niedaleko Jeziora Großer Wann, w berlińskiej dzielnicy Steglitz-Zehlendorf. Nazwa wyspy pochodzi od hodowanych tu pawi. W XVIII w. Fryderyk Wilhelm II Pruski wzniósł na wyspie romantyczny pałac (maison de plaisance) otoczony parkiem (ok. 67 ha) projektu Petera Josepha Lennégo. Park był pomyślany jako rozszerzenie i dopełnienie Nowego Ogrodu.
Główne obiekty na terenie Pawiej Wyspy:
- Pałac na Pawiej Wyspie
- neogotycki dom rycerski (niem. Kavaliershaus), którego jedno ze skrzydeł tworzy późnogotycka fasada Domu Schlieffów, stojącego do 1822 r. w Gdańsku przy ul. Chlebnickiej.
- liczne zabudowania gospodarcze, m.in. mleczarnia.

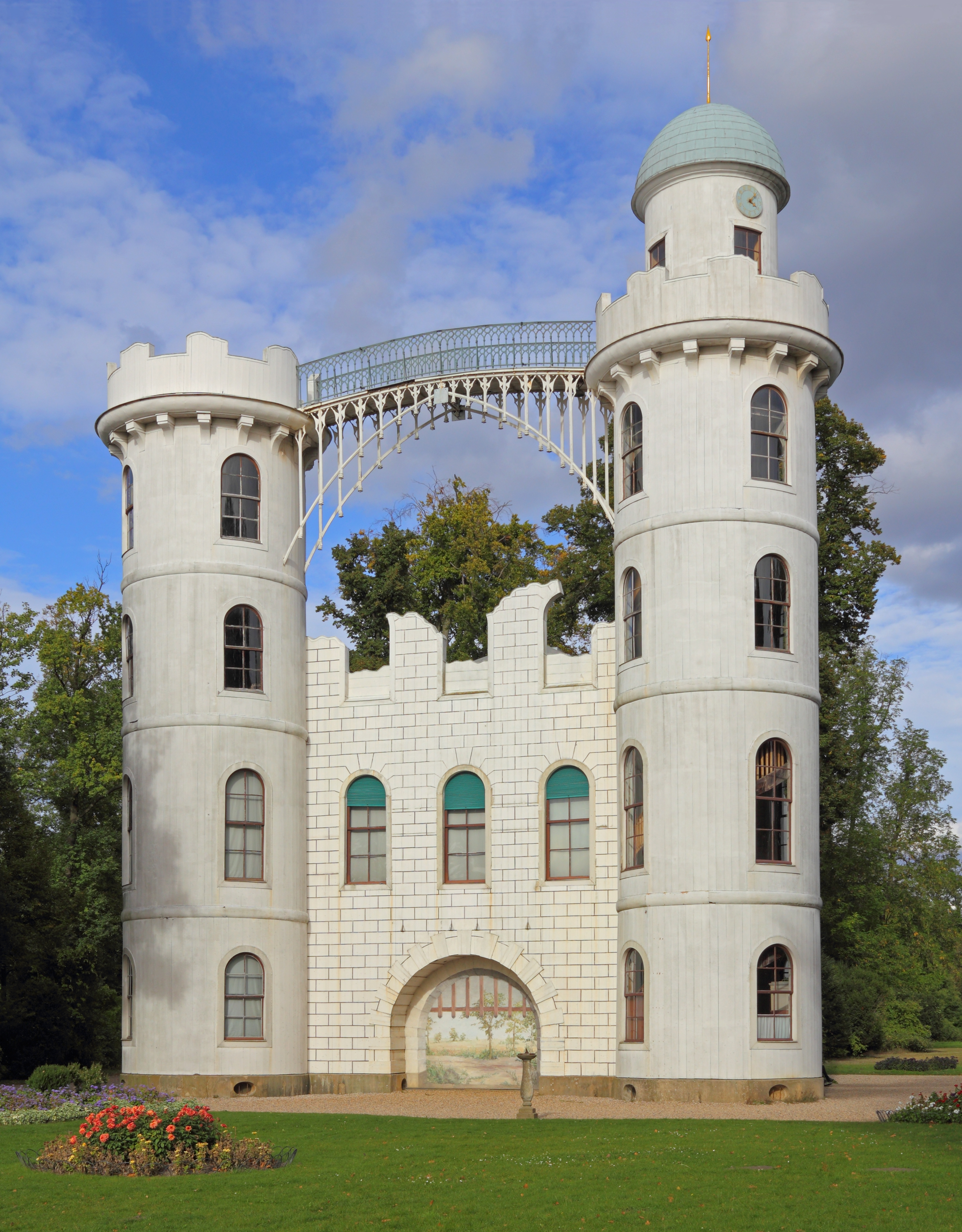
Pałac na Pawiej Wyspie
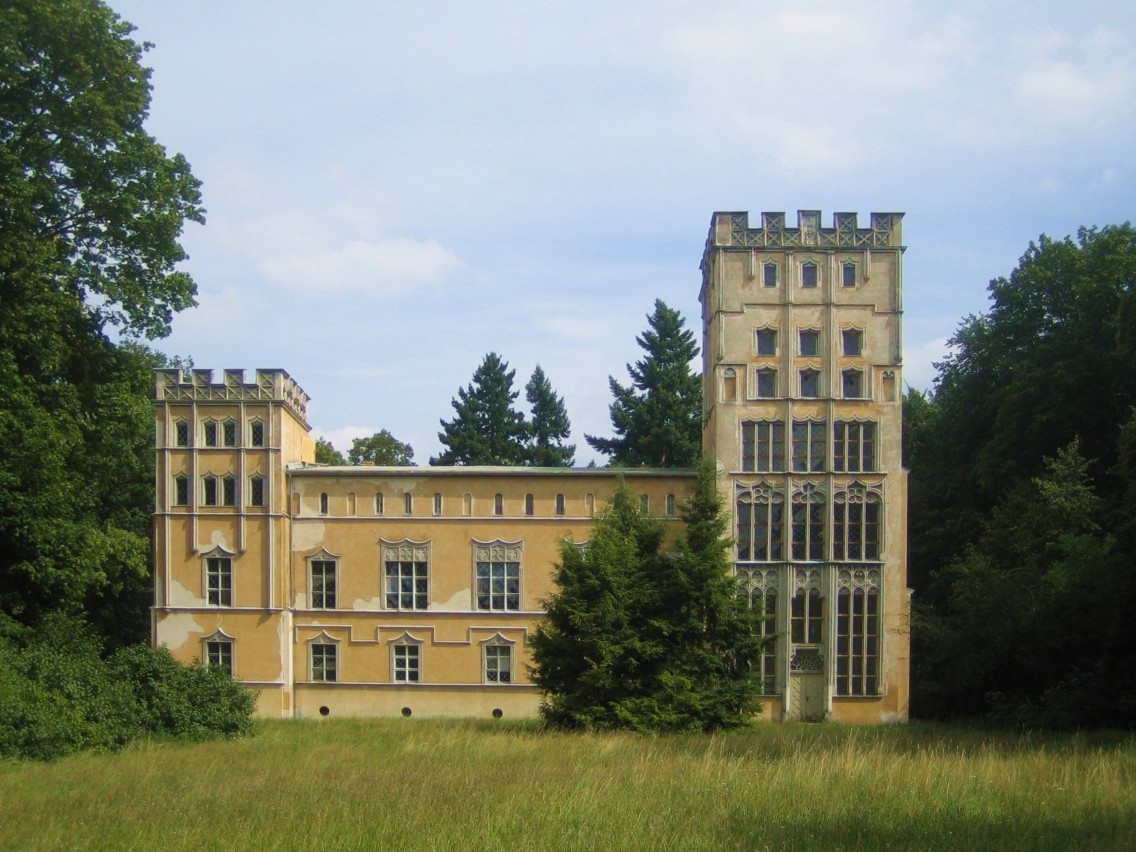
Kavaliershaus
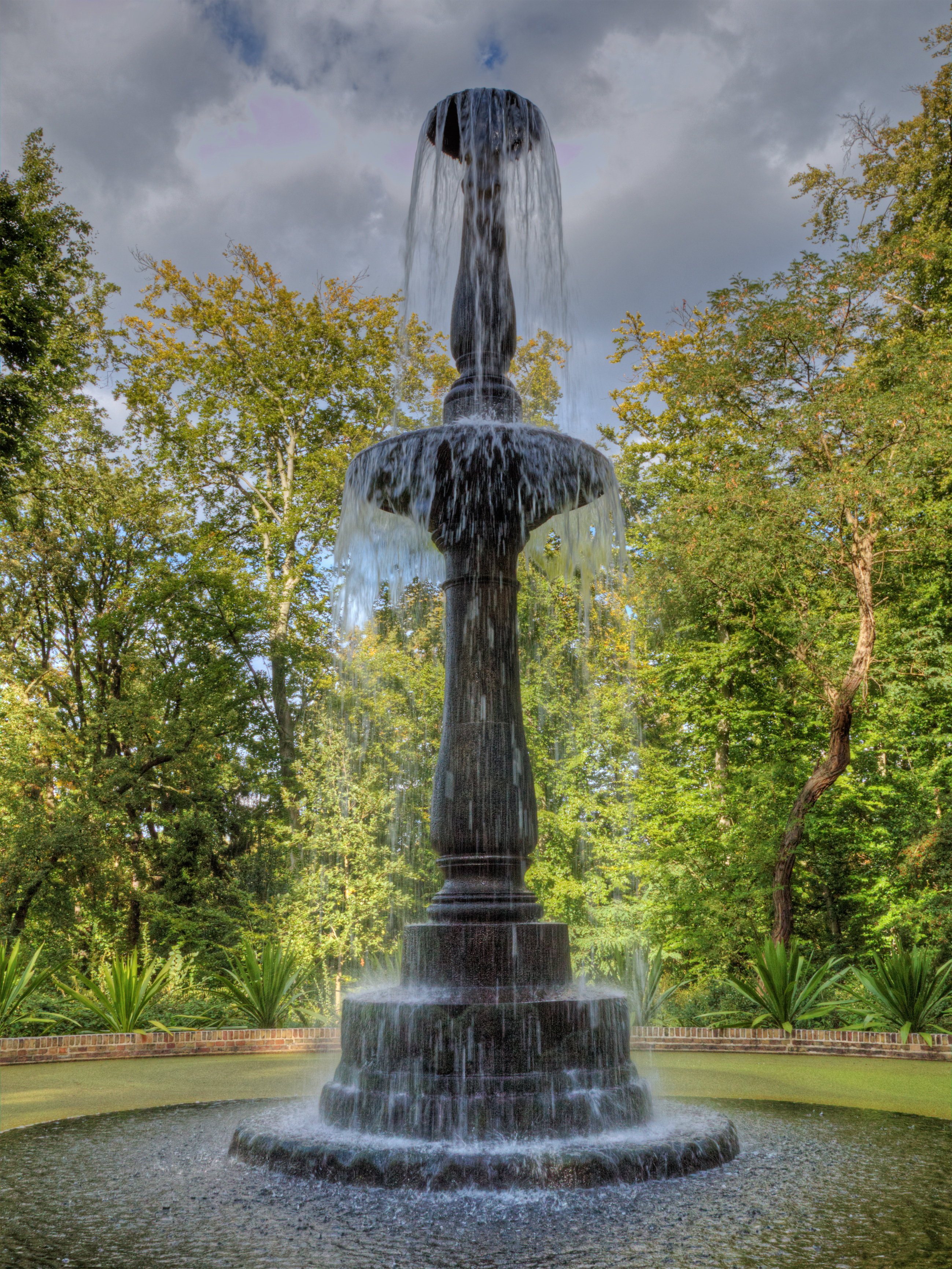
Fontanna Martina Friedricha Rabego (1824)
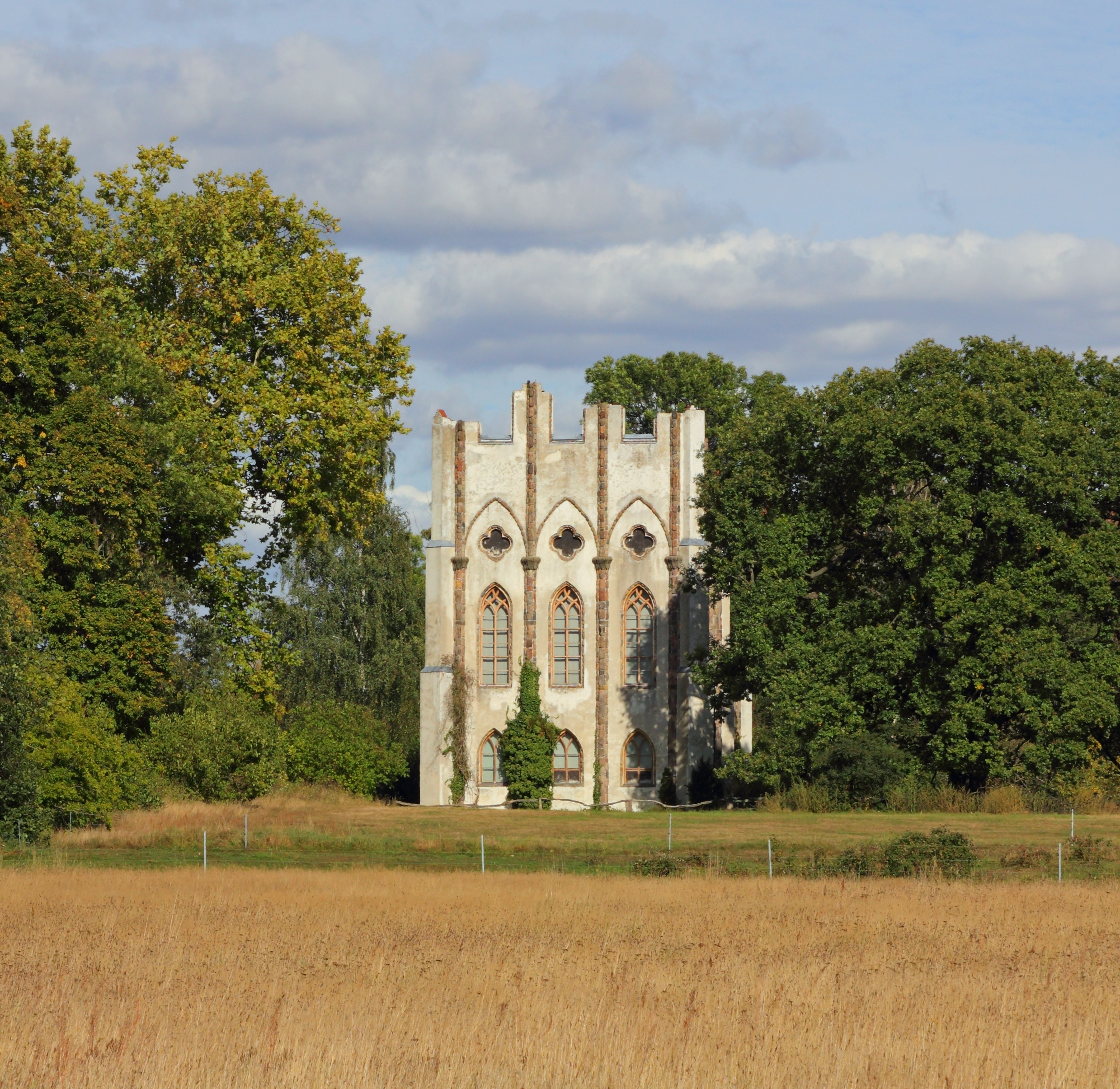
Mleczarnia